# Nicolas Le Golvan
 (janvier 2020).
 (août 2023).
L'article doit être relu — et modifié si nécessaire — par des contributeurs indépendants pour apporter un regard critique aux contributions effectuées en violation des conditions d'utilisation de Wikipédia, tant sur la forme (notamment concernant le style encyclopédique, la proportionnalité) que sur le fond (la neutralité de point de vue, la qualité et l'indépendance des sources).
Nicolas Le Golvan est un écrivain français né le 2 juin 1971 à Gien (Loiret).

## Biographie
Nicolas Le Golvan est professeur de français au collège Ernest-Bildstein de Gien,.

## Œuvres

### Essai
- 2018 : Pierre Repp, Bégayer, exister, écrire, éd. Sipayat, préface de Dany-Robert Dufour, avec un inédit de Boris Vian, collection «Études littéraires et cinématographiques» à Paris (ISBN 9782919228287)

### Romans
- 2012 : Dachau Arbamafra, éd. Les doigts dans la prose  (ISBN 9782953608335)
- 2012 : Reste l'été, éd. Flammarion, collection «Littérature Française»  (ISBN 9782081286689)
- 2016 : Luminol's band, éd. Aconitum, «Thriller pondéral» (ISBN 9791096017072)
- 2016 : Bérânasî, Entre Bénarès et Vârânasî, éd. Sipayat, collection «Littérature de voyage»  (ISBN 9782919228157)
- 2017 : Le G, éd. La P'tite Hélène  (ISBN 9782378390006)
- 2017 : Daghailchįįh, Tu rapporteras à ton père le scalp d'Hitler, éd. Sipayat, collection «Littérature»  (ISBN 9782919228188)
- 2017 : 18, éd. Sipayat, collection «Littérature» (ISBN 9782919228256)
- 2019 : Regarde ton père, éd. Flammarion, collection «Littérature Française»  (ISBN 9782081482340)
- 2020 : Luminol's Band II, éd. Sipayat, «Polar transgenr.e» (ISBN 9782919228362)
- 2021 : Le vin de Vénus, éd. Sans escale  (ISBN 9782491438036)
- 2022 : L'ULYSSE, éd. Sans crispation  (ISBN 9782493535023)
- 2023 : Bigoude, éd. Sans crispation  (ISBN 9782493535146)
- 2025 : L'an de grâce, éd. Sans crispation  (ISBN 9782493535306)

### Nouvelles
- 2013 : 50 Micronouvelles, collectif, texte « Elle a couché avec Kennedy... », éd. Fayard, (ASIN B00C5F9S7Y)
- 2015 : Taravana , éd. L’Échappée Belle, Collection « Pioche »  (ISBN 9782919483334)

### Théâtre
- 2015 : Alyah, éd. Alna  (ISBN 9782849593844)

### Poésie
- 2015 : Psaume des psaumes, éd. La Sirène étoilée  (ISBN 9791094617021)